# Why Me? (Linda Martin)
Why Me? è stato il brano musicale vincitore dell'Eurovision Song Contest 1992, composto da Johnny Logan (Seán Sherrard) ed interpretato dalla cantante Linda Martin in rappresentanza dell'Irlanda.